# Alexander Montgomery Thackara
Alexander Montgomery Thackara (Philadelphie, 24 septembre 1848 - Neuilly-sur-Seine, 19 janvier 1937), surnommé « Mont » dans la correspondance avec sa famille, est né à Philadelphie en 1848. Il obtient un diplôme de l'Académie navale des États-Unis à Annapolis en 1869 et sert sur les mers d'Europe et d'Extrême-Orient.
Il rencontre Eleanor, la fille de William Tecumseh Sherman, en 1879 et l'épouse le 5 mai 1880. Les noces sont célébrées dans la maison du général Sherman à Washington. Le couple a eu quatre enfants.
Thackara prend sa retraite de l'US Navy, en 1881, pour entrer dans les affaires de son père à Philadelphie. Il est nommé consul des États-Unis au Havre, France, en 1897, par le président William McKinley. Il devient ensuite consul général à Berlin de 1905 à 1913, et le président Woodrow Wilson le nomme consul général à Paris en 1913, où il sert jusqu'en 1924. Eleanor joue un rôle important dans le Mouvement international de la Croix-Rouge et du Croissant-Rouge à Paris durant la Première Guerre mondiale. Elle meurt à Paris en 1915. Alexandre M. Thackara meurt, lui, en 1937 de la pneumonie bronchique à l'hôpital américain de Paris à Neuilly-sur-Seine, où il vivait depuis sa retraite.
De nombreuses correspondances de Thackara avec sa famille sont conservées par la Special Collections of Falvey Memorial Library à la Villanova University, elles font partie de la Sherman-Thackara Collection.